# 非裔美国人英语
非裔美国人英语（African-American English）是美国绝大部分黑人和很多加拿大黑人所使用的英语社会方言。非裔美国人英语没有一個绝对唯一的标准，比如农村和城市间使用的非裔美國人英語就有差异。

## 历史
17世纪，許多黑人通過大西洋奴隸貿易等途徑被賣到了英属美洲南部殖民地（美國南部前身），非裔美国人英语就是從這個時期開始出現。由於當地的英国殖民者也在說英语方言，所以許多黑人也跟著說起了英語方言。